# لبنان (فلم 2009)
لبنان (بالعبرية"לבנון) (بالإنجليزية:Lebanon) ، هي فيلم إسرائيلي من نوع الدراما والحرب، قام بإخراجه صاموئيل معاذ ، وفازت بجائزة ليون الذهبية للأفلام سنة 2009م بفرنسا، وتتحدث الفيلم حول الوجود العسكري الأسرائيلي في لبنان سنة 1982م، وقد شارك فيه الممثل الفلسطيني أشرف برهوم.

## الممثلون
- أوشري كوهين في دور هرتزل
- زوهار شتروس في دور جميل
- ميشيل ميشنوف في دور يوجيل
- إتاي تيران في دور أساي
- يواف دونت في دور شموليك
- ريموند أمسليم في دور الأم اللبنانية
- دود تاسا في دور السوري المعتقل
- أشرف برهوم .

## وصلات خارجية
- مقالات تستعمل روابط فنية بلا صلة مع ويكي بيانات
- IONCINEMA.com interview with Samuel Maoz for Lebanon
- http://rogerebert.suntimes.com/apps/pbcs.dll/article?AID=/20100825/REVIEWS/100829989/1023 review, Roger Ebert
- http://www.bfi.org.uk/sightandsound/review/5473/ review, جمعية الأفلام البريطانية